# Komarnica (Chorwacja)
Komarnica – wieś w Chorwacji, w żupanii brodzko-posawskiej, w gminie Staro Petrovo Selo. W 2011 roku liczyła 251 mieszkańców.